# Onychothemis coccinea
Onychothemis coccinea – gatunek ważki z rodziny ważkowatych (Libellulidae).